# San Isidro el Mirador
San Isidro el Mirador är en ort i Mexiko.   Den ligger i kommunen Ajalpan och delstaten Puebla, i den sydöstra delen av landet, 230 km sydost om huvudstaden Mexico City. San Isidro el Mirador ligger 2 021 meter över havet och antalet invånare är 178.
Terrängen runt San Isidro el Mirador är huvudsakligen kuperad, men västerut är den bergig. Runt San Isidro el Mirador är det tätbefolkat, med 276 invånare per kvadratkilometer. Närmaste större samhälle är Ajalpan, 10,7 km sydväst om San Isidro el Mirador. I omgivningarna runt San Isidro el Mirador växer huvudsakligen savannskog.